# Runaway Baby
"Runaway Baby" é uma canção do cantor e compositor norte-americano Bruno Mars contida no seu álbum de estúdio de estreia, Doo-Wops & Hooligans (2010). Foi escrita por Mars e por Brody Brown e produzida pelo grupo The Smeezingtons. A canção foi usada como a música de abertura do filme Friends with Benefits.

## Faixas
| Download digital |                |                         |         |  |
| N.º              | Título         | Compositor(es)          | Duração |  |
| 1.               | "Runaway Baby" | Bruno Mars, Brody Brown | 2:27    |  |
| Duração total:   | Duração total: | Duração total:          | 2:27    |  |

## Desempenho nas paradas musicais

### Posições
| Tabela musical (2010)                                         | Melhor posição |
| ------------------------------------------------------------- | -------------- |
| Canadá - Canadian Hot 100                                     | 66             |
| Nova Zelândia - Recording Industry Association of New Zealand | 35             |
| Escócia - Scottish Singles Chart                              | 18             |
| Estados Unidos - Billboard Hot 100                            | 50             |
| Reino Unido - UK R&B Chart                                    | 5              |
| Reino Unido - UK Singles Chart                                | 19             |